# The Complete Studio Recordings (Robert Johnson)
The Complete Studio Recordings è una compilation del musicista blues Robert Johnson.

## Il disco
Pubblicata nel 1990, la compilation si compone di due dischi e contiene tutte le 29 registrazioni di Robert Johnson, compreso le versioni alternative degli stessi brani.

## Accoglienza
La compilation ottenne un grandissimo successo sia di critica che di pubblico, vendendo più di un milione di copie e vincendo un Grammy Award nel 1991 come miglior album storico. L'album è stato inoltre introdotto nella Blues Hall of Fame e nella National Recording Preservation Board della Library of Congress' National Recording Registry come opera da preservare ai posteri. La rivista di musica Rolling Stone lo inserisce alla posizione 22 nella lista dei "500 migliori album della storia della musica".

## Giudizi critici
- Allmusic 5/5 stars
- Baltimore Sun    (favorable)
- Chicago Tribune 4/4 stars
- Down Beat 5/5 stars
- Entertainment Weekly    (A+)
- Los Angeles Times    (favorable)
- Q 5/5 stars
- Rolling Stone 5/5 stars
- Time    (favorable)
- Washington Post    (favorable)

## Le 29 registrazioni
La compilation contiene tutte le 29 storiche registrazioni di Robert Johnson, comprendendo le relative versioni alternative dei brani che hanno avuto una seconda incisione. Nonostante questo, non sono presenti tutte le canzoni conosciute registrare da Johnson: manca infatti all'appello un solo brano; una versione alternativa della canzone Travelling Riverside Blues. Di seguito la lista delle 29 registrazioni di Johnson più le relative versioni alternative:
| Recording Date | Matrix    | Song                                   | Catalog          | Release Date | Time |
| -------------- | --------- | -------------------------------------- | ---------------- | ------------ | ---- |
| 1936-11-23     | SA 2580-1 | Kind Hearted Woman Blues               | Vocalion 03416   | 1937         | 2:49 |
| 1936-11-23     | SA 2580-2 | Kind Hearted Woman Blues               | Columbia 30034   | 1970         | 2:31 |
| 1936-11-23     | SA 2581-1 | I Believe I'll Dust My Broom           | Vocalion 03475   | 1937         | 2:56 |
| 1936-11-23     | SA 2582-1 | Sweet Home Chicago                     | Vocalion 03601   | 1937         | 2:59 |
| 1936-11-23     | SA 2583-1 | Ramblin' on My Mind                    | Vocalion 03519   | 1937         | 2:51 |
| 1936-11-23     | SA 2583-2 | Ramblin' on My Mind                    | Columbia 46222   | 1990         | 2:20 |
| 1936-11-23     | SA 2584-1 | When You Got a Good Friend             | Columbia 46222   | 1990         | 2:37 |
| 1936-11-23     | SA 2584-2 | When You Got a Good Friend             | Columbia LP-1654 | 1961         | 2:50 |
| 1936-11-23     | SA 2585-1 | Come On in My Kitchen                  | Vocalion 03563   | 1937         | 2:47 |
| 1936-11-23     | SA 2585-2 | Come On in My Kitchen                  | Columbia 46222   | 1990         | 2:35 |
| 1936-11-23     | SA 2586-1 | Terraplane Blues                       | Vocalion 03416   | 1937         | 3:00 |
| 1936-11-23     | SA 2587-1 | Phonograph Blues                       | Columbia 30034   | 1970         | 2:37 |
| 1936-11-23     | SA 2587-2 | Phonograph Blues                       | Columbia 46222   | 1990         | 2:32 |
| 1936-11-26     | SA 2616-2 | 32-20 Blues                            | Vocalion 03445   | 1937         | 2:51 |
| 1936-11-27     | SA 2627-1 | They're Red Hot                        | Vocalion 03563   | 1937         | 2:56 |
| 1936-11-27     | SA 2627-2 | Dead Shrimp Blues                      | Vocalion 03475   | 1937         | 2:30 |
| 1936-11-27     | SA 2629-1 | Cross Road Blues                       | Vocalion 03519   | 1937         | 2:39 |
| 1936-11-27     | SA 2629-2 | Cross Road Blues                       | Columbia 46222   | 1961         | 2:29 |
| 1936-11-27     | SA 2630-1 | Walking Blues                          | Vocalion 03601   | 1937         | 2:28 |
| 1936-11-27     | SA 2631-1 | Last Fair Deal Gone Down               | Vocalion 03445   | 1937         | 2:39 |
| 1936-11-27     | SA 2632-1 | Preaching Blues (Up Jumped the Devil)  | Vocalion 04630   | 1939         | 2:50 |
| 1936-11-27     | SA 2633-1 | If I Had Possession Over Judgement Day | Columbia LP-1654 | 1961         | 2:34 |
| 1937-06-19     | DAL 377-2 | Stones in My Passway                   | Vocalion 03723   | 1937         | 2:27 |
| 1937-06-19     | DAL 378-1 | I'm a Steady Rollin' Man               | Vocalion 03723   | 1937         | 2:35 |
| 1937-06-19     | DAL 379-1 | From Four Till Late                    | Vocalion 03623   | 1937         | 2:23 |
| 1937-06-20     | DAL 394-2 | Hellhound on My Trail                  | Vocalion 03623   | 1937         | 2:35 |
| 1937-06-20     | DAL 395-1 | Little Queen of Spades                 | Vocalion 04108   | 1938         | 2:11 |
| 1937-06-20     | DAL 395-2 | Little Queen of Spades                 | Columbia 46222   | 1990         | 2:15 |
| 1937-06-20     | DAL 396-1 | Malted Milk                            | Vocalion 03665   | 1937         | 2:17 |
| 1937-06-20     | DAL 397-1 | Drunken Hearted Man                    | Columbia 30034   | 1970         | 2:24 |
| 1937-06-20     | DAL 397-2 | Drunken Hearted Man                    | Columbia 46222   | 1990         | 2:19 |
| 1937-06-20     | DAL 398-1 | Me and the Devil Blues                 | Columbia 46222   | 1990         | 2:37 |
| 1937-06-20     | DAL 398-2 | Me and the Devil Blues                 | Vocalion 04108   | 1938         | 2:29 |
| 1937-06-20     | DAL 399-1 | Stop Breakin' Down Blues               | Vocalion 04002   | 1938         | 2:16 |
| 1937-06-20     | DAL 399-2 | Stop Breakin' Down Blues               | Columbia 46222   | 1990         | 2:21 |
| 1937-06-20     | DAL 400-1 | Traveling Riverside Blues              | Columbia LP-1654 | 1961         | 2:47 |
| 1937-06-20     | DAL 400-2 | Traveling Riverside Blues              | Columbia 65746   | 1998         | 2:39 |
| 1937-06-20     | DAL 401-1 | Honeymoon Blues                        | Vocalion 04002   | 1938         | 2:16 |
| 1937-06-20     | DAL 402-1 | Love in Vain                           | Columbia 46222   | 1990         | 2:28 |
| 1937-06-20     | DAL 402-2 | Love in Vain                           | Vocalion 04630   | 1939         | 2:19 |
| 1937-06-20     | DAL 403-1 | Milkcow's Calf Blues                   | Vocalion 03665   | 1937         | 2:14 |
| 1937-06-20     | DAL 403-2 | Milkcow's Calf Blues                   | Columbia 46222   | 1990         | 2:20 |